# 올리브등주머니생쥐
올리브등주머니생쥐(Perognathus fasciatus)는 주머니생쥐과에 속하는 설치류의 일종이다. 캐나다와 미국 그레이트플레인스 중부 지역에서 발견된다. 널리 분포하며 비교적 흔하게 발견되기 때문에 국제 자연 보전 연맹(IUCN)이 "관심대상종"으로 분류하고 있다.

## 특징
성숙한 올리브등주머니생쥐는 몸길이가 꼬리 길이 56~68mm를 포함하여 약 125~143mm이고, 분포 지역 북단의 개체가 남쪽 지역 개체보다 크다. 몸무게는 11~14g이다. 머리와 등, 옆구리의 털은 분포 지역 동부에서 진한 올리브-갈색을 띠며, 서부에서는 연한 담황색을 띤다. 하체는 희거나 때로는 담황색이고, 좁은 크림색 옆줄을 통해 두 가지 색으로 분리된다. 귀 뒤에 담황색 반점이 있다.